# Голуб пећинар
Голуб пећинар, голуб стрнаш, голуб камењар или дивљи голуб (лат. Columba livia), спада у породицу голубова (Columbidae) и има око 15 подврста. Типска је врста европског дивљег голуба, и домаћи голуб наших градова и села (Columba livia domestica) је у ствари његова подврста.

## Особине
Дужина му износи 32-34 cm, распон крила око 63 cm, дужина репа 10 cm, а тежи око 330 г. Голубица је нешто мања. Ова птица има перје пепељасте, сивоплаве боје. Перје на грудима и на врату има металан одсјај, који је обично с доње стране пурпурног сјаја, док је с горње стране плавозеленог сјаја. На крилима се налазе двије црне пруге и један црно обојени широки завршни руб на репу. На доњем дијелу леђа налази се свијетлије перје. Женка је нешто бљеђе боје и има знатно мање сјаја на грудима и врату.

## Распрострањеност
Голуб пећинар живи на неколико острва на сјеверу и на обалама Средоземног мора, укључујући и цијелу обалу Сјеверне Африке, затим Израел, Сирију, Малу Азију, Иран, огранке Хималаја... На кршевитим морским обалама Хрватске, Италије, Грчке и Мале Азије живи у љевкастим подземним удубљењима и пукотинама стијена, често и дубоко испод земље. У Египту се виђа у близини ријечних брзака у великим јатима, па и усред пустиње, мада је риједак у унутрашњости Африке. У Индији је једна од најчешћих дивљих птица, гдје настањује многобројне шупљине и удубљења стијена, литица и гребена поред морске обале или у близини већих ријека. На сјеверу Европе се виђа најдаље до Ставангера у Норвешкој (59 степени сјеверне географске ширине).

## Понашање
Голуб пећинар је врло сличан обичном градском голубу уличару. Од њега је нешто окретнији, мало бржи у лету и знатно плашљивији. При ходу се њише код сваког корака. Лети одлично и постиже брзину од сто километара на сат. Избјегава да прави гнијездо на дрвећу, иако се у сјеверној Африци може видјети да се гнијезди на палмама или код нас, на Јадрану, на дрвећу. При сакупљању хране је врло покретан и може сатима трчати у свим правцима да би напунио своју вољку храном. При пијењу воде редовно загази у воду. Голуб пећинар је мирољубива птица, равнодушан и трпељив према другим птицама.

## Прехрана
Голуб пећинар се храни зрњем житарица, корова, репице, мркве, грашка, грахорице и лана. Иако приликом сјетве поједу нешто жита или другог култивисаног биља, они поједу много више сјеменки разних врста корова, којима дају предност чак и кад имају на располагању и једно и друго сјемење, те су ови голубови кориснији него што се то обично мисли.

## Размножавање
Голуб пећинар се леже бар два пута годишње, док градски голуб то чини најмање три пута. Једном спарени голубови се ријетко кад распарују. Изузеци су ријетки. На мјесту које је погодно за гнијездо мужјак се постави главе спуштене према земљи и нарочитим гукањем зове своју женку. Голубица са раширеним крилима и уздигнутим репом долази к њему, пажљиво му кљуном глади перје главе, а он исто чини и њој те се љубавна игра наставља изван гнијезда. Голуб и голубица се љубе кљуновима, да би се најзад извршио сам чин парења. Послије спаривања поносно корачају амо-тамо да би тренутак касније одлетјели некуд без циља и опет се вратили на старо мјесто. Касније ће голуб потјерати голубицу на гнијездо, донијеће јој сламке и гранчице, па ће у невјешто саграђено гнијездо снијети два бијела, глатка, дугуљаста и сјајна јаја. Голуб и голубица заједно сједе на јајима. Послије 16-18 дана млади се излегу из јаја. Родитељи их испочетка хране кашом која се ствара у слузокожи вољке, а касније омекшалим сјемењем, а на крају тврђим сјемењем помијешаним са каменчићима и честицама земље. Послије 4 недјеље голупчићи излијећу из гнијезда и брину се сами о себи, а родитељи се припремају за ново легло.

## Галерија
- Голуб пећинар
- Храњење
- Columba livia
- C. livia